# Sophie-Amélie de Nassau-Siegen
Sophie Amélie de Nassau-Siegen née le 10 janvier 1650 et décédée le 25 décembre 1688 est une princesse allemande de la Maison de Nassau de la branche de Nassau-Siegen, et par mariage duchesse de Courlande.
Elle est la fille d'Henri II de Nassau-Siegen et de Marie-Magdelaine de Limbourg-Stirum.

## Biographie
A La Haye le 25 octobre 1675, elle épouse Frédéric II Casimir Kettler, prince de Courlande. Ils ont cinq enfants :
- Frédéric Kettler (3 avril 1682 – 11 février 1683).
- Marie Dorothée Kettler (2 août 1684 – 17 janvier 1743), mariée à Albert-Frédéric de Brandebourg-Schwedt.
- Éléonore Charlotte Kettler (11 juin 1686 – 28 juillet 1748), mariée à Ernest-Ferdinand de Brunswick-Wolfenbüttel-Bevern.
- Amélie Louise Kettler (27 juillet 1687 – 18 janvier 1750), mariée à Frédéric-Guillaume Ier de Nassau-Siegen.
- Christine Sophie Kettler (15 novembre 1688 – 22 avril 1694).

En 1682, après la mort de son beau-père, elle devient duchesse consort de Courlande. Elle meurt six ans plus tard.